# 莫龙根之战
莫龙根之战（法語：Bataille de Mohrungen）发生于1807年1月25日。此役中，法军在让-巴蒂斯特·贝尔纳多特元帅的指挥下，与叶夫根尼·伊万诺维奇·马尔科夫少将率领的俄国先锋部队交战。法军击退了俄军的主力部队，但俄军骑兵对法国辎重部队的突袭导致贝尔纳多特放弃了他的进攻计划。驱散俄军骑兵后，贝尔纳多特撤离战场，莫龙根随即被本尼希森伯爵的部队占领。此役发生在波兰北部的莫龙格及其周边地区，1807年这地属东普鲁士。此役是拿破仑战争中第四次反法同盟战役的一部分。

在1806年10月和1806年11月的数次战役中摧毁了普鲁士王国的军队后，拿破仑的大军团占领了华沙。在与俄罗斯军队进行了两次激烈的战斗之后，法皇决定让他的军队进行冬季休整。然而，在寒冷的天气里，俄军选择向北移动到东普鲁士，然后向西袭击了拿破仑的左翼。当本尼希森伯爵的一支纵队向西推进时，撞到了贝尔纳多特手下的部队。俄军的攻势随着法军的反击而结束。

## 背景
在1806年12月23日的查尔诺沃之战和12月26日在普乌图斯克和戈维明的战斗之后，俄军和法军都进入了冬季营区。拿破仑在漫长的秋季战役后想要足够的时间来重组大军的后勤安排。此外，他的军队对在严寒的冬季作战而十分不满。
1806年末，俄军元帅米哈伊尔·卡缅斯基的部队在本尼希森伯爵和弗雷德里克·威廉·冯·布克斯赫韦登将军的指挥下组成了两个主要分队。本尼希森指挥亚历山大·伊万诺维奇·奥斯特曼-托尔斯泰中将的第2师、法比安·戈特利布·冯德奥斯滕-萨肯中将的第3师、德米特里·戈利岑中将的第4师和亚历山大·卡尔洛维奇·谢德莫拉茨基中将的第6师。在12月的战斗之前，本尼希森有49,000名步兵、11,000名正规骑兵、4,000名哥萨克骑兵、2,700名炮兵、900名工兵和276门大炮。其中，只有55,000到60,000人能够与法军作战。
布克斯赫韦登率领尼古拉·图奇科夫中将的第5师、德米特里·多赫图罗夫中将的第7师、彼得·埃森中将的第8师和赖因霍尔德·冯·安雷普中将的第14师。布克斯赫韦登的四个师参加过1805年12月2日的奥斯特利茨战役，而且并没有弥补在那次交战中遭受的所有损失。因此，他的部队在1806年12月只有29,000名步兵、7,000名骑兵1,200名炮兵和216门火炮。普鲁士王国在此时也只能派出6000人参战。

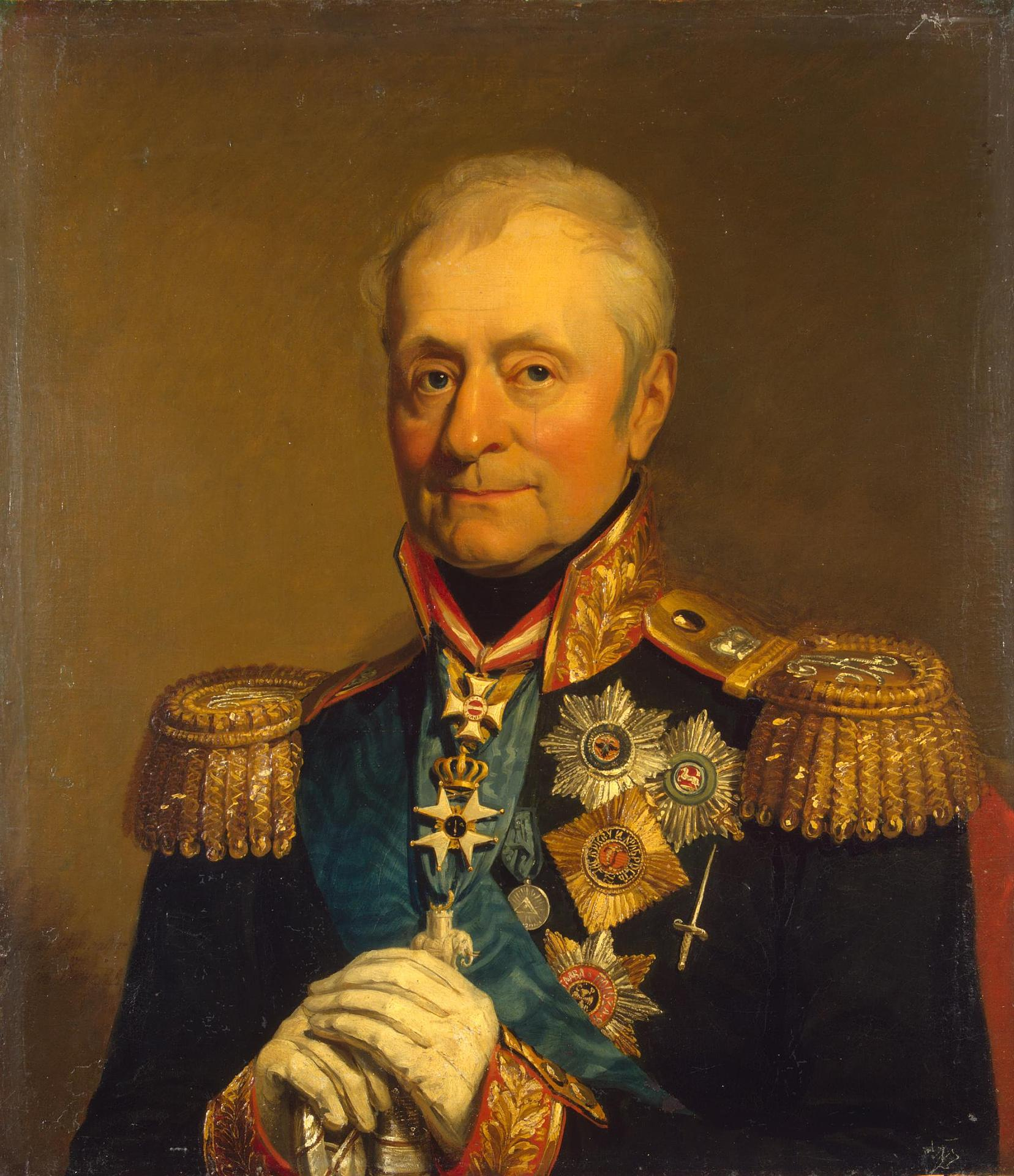
本尼希森伯爵

1806年，俄国野战军由18个师组成。每个师包括6个步兵团、10个重骑兵中队、10个轻骑兵中队、2个重型步兵连、3个轻步兵连和1个马炮连。步兵连由14门火炮，马连炮有12门火炮，因此俄军每个师名义上都有多达82门火炮。通常，重型火炮连队由八门12磅火炮、四门重型榴弹炮和两门轻型榴弹炮组成。
75岁的卡缅斯基元帅在前线表现出身心俱疲的迹象，表明他不再适合担任指挥。在普乌图斯克战役期间，卡缅斯基离开了前线。第二天，卡缅斯基没有穿衬衫出现在格罗德诺的街道上，并请来了一位外科医生，要求医生给他一份他不再能够担任指挥的书面声明。在12月期间，卡缅斯基的两名副手开始为军队指挥权而相互对抗。在普乌图斯克和戈维明之后，第8和第14师留在了本尼希森手中，本尼希森并不急于将他们归还给布克斯赫韦登。1807年1月1日，本尼希森的部队位于纳雷夫河南岸的诺沃格鲁德，而布克斯赫韦登的部队在北岸。大约在这个时候，卡缅斯基出现在前线，但他下达的的命令被两位副手忽视了，这导致他放弃了指挥权。卡缅斯基暴躁和极不稳定的性情最终导致他被一个农民杀死。
拿破仑在覆盖华沙的维斯瓦河东岸部署了他的军团。他将贝尔纳多特的第1军部署在左翼，总部设在奥斯特鲁达。从左到右依次是米歇尔·内伊元帅在姆瓦瓦的第6军、让·德迪厄·苏尔特元帅在戈维明的第4军、路易-尼古拉·达武元帅在普乌图斯克的第3军和让·拉纳元帅在塞罗茨克的部队。皮埃尔·奥热罗元帅的第7军在普翁斯克充当后备军。若阿尚·缪拉元帅的后备骑兵团在后方地区守护冬季营区。在大部分骑兵部队守护营区的同时，路易斯·米歇尔·安托万·萨胡克第4龙骑师和安托万·拉萨尔轻骑兵师在前线参战。

## 俄军的进攻

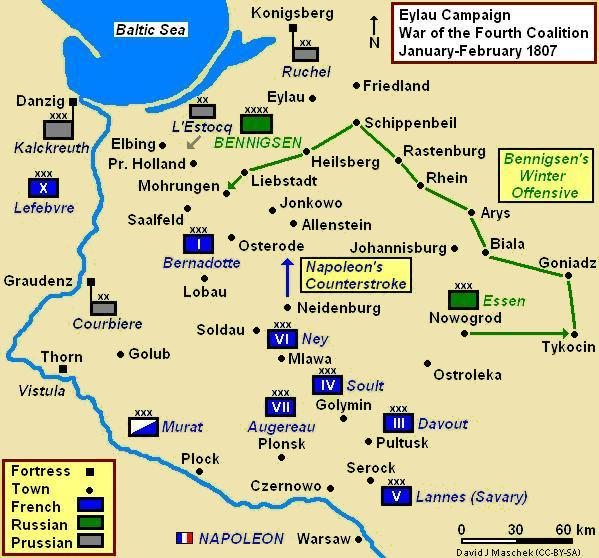
埃劳战役地图

在1807年1月2日的会议中，布克斯赫韦登和本尼希森决定对法军发起进攻。俄军打算带着七个师向北进入东普鲁士，然后转向西进攻拿破仑的左翼。该计划要求一个师留在华沙东北部以分散法军的注意力。这个师很快就会有另外两个在伊万·埃森中将的指挥下从摩尔达维亚抵达的师加入。俄军指挥官希望能够击垮拿破仑的左翼，迫使法国军队退回维斯瓦河西岸。俄军获得的阵地将用于发起计划中的春季战役，将法军赶回奥得河。
由于嫉妒布克斯赫韦登，本尼希森带着他的六个师向东撤退到蒂科钦，而不是让他的军队加入到俄军的右翼。令他高兴的是，沙皇亚历山大任命他为俄军司令并召回了布克斯赫韦登。本尼希森接下来向西移动到比亚瓦皮斯卡。 安东·威廉·冯·莱斯托克将军率领的普鲁士部队向北撤退到肯琴。

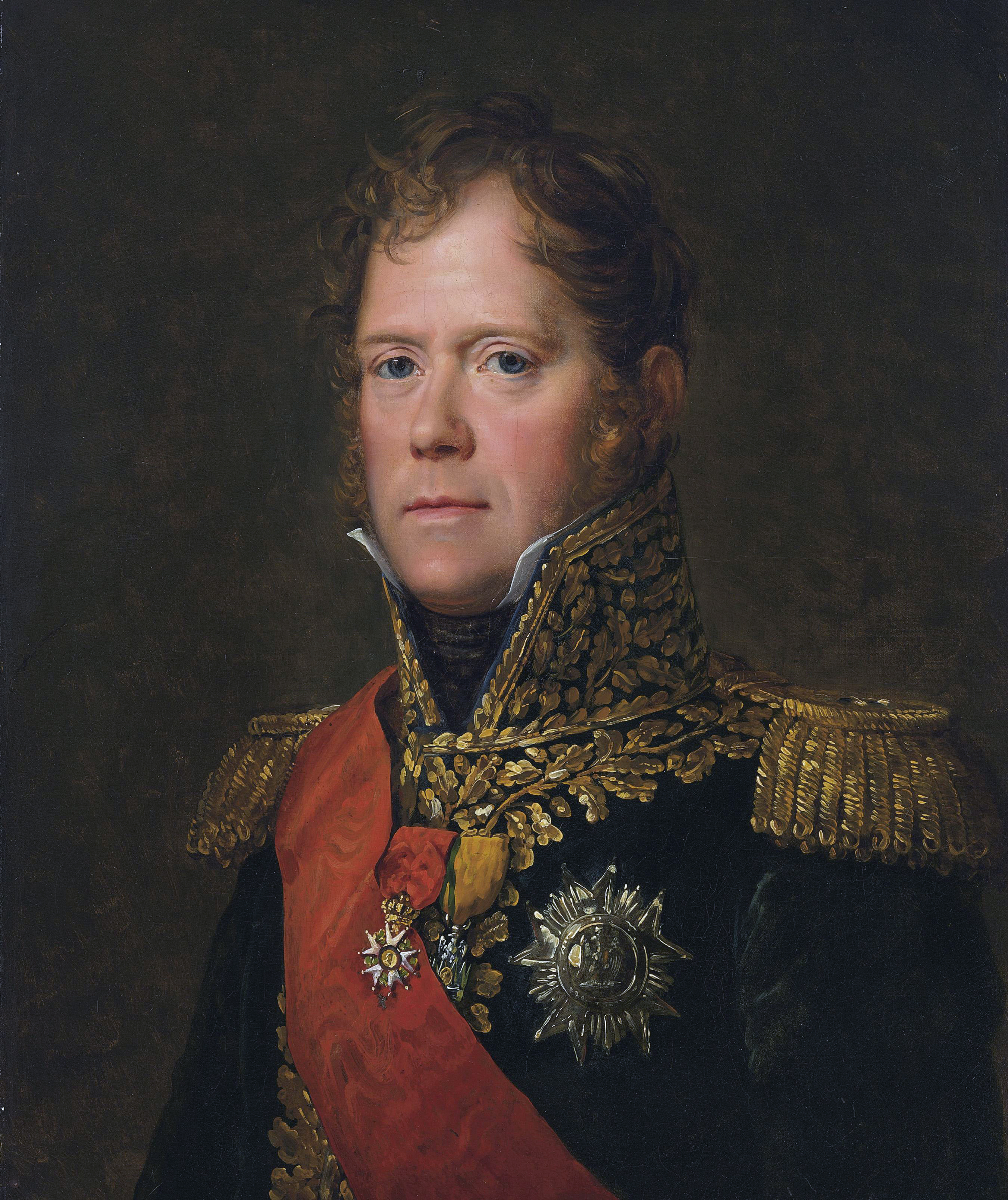
米歇尔·内伊

与此同时，内伊发现自己所在的区域没有食物和草料，便违背了拿破仑的命令，向柯尼斯堡的方向推进。11日，他的先锋部队击退了普鲁士军队对森波波尔的进攻。三天后，内伊估计莱斯托克有9,000名士兵，而步兵将军恩斯特·冯·鲁切尔则以另外4,000人驻扎在柯尼斯堡。由于内伊违抗军令，拿破仑十分恼怒，但尽管如此，拿破仑还是开始采取措施，以防俄军对第6军的行动作出反应。他提醒奥热罗集中第7军，还命令弗朗索瓦·约瑟夫·勒菲弗和第10军保护托伦和下维斯瓦河。
1月19日，俄军突然现身，将内伊的部队赶出了森波波爾。在派出3,000人与第6师联系后，本尼希森手下还有63,000人，而莱斯托克的普鲁士军队在该地区拥有13,000人。21日，本尼希森的先遣部队抵达海尔斯贝格，普鲁士军队在他的右翼。三支俄罗斯先遣部队由马尔科夫少将、德托利和卡尔·古斯塔夫·冯·巴格古特少将率领。法军最终成功撤往奈登堡。
在赶走内伊的部队后，俄军向贝尔纳多特的第1军发起了进攻。1月24日，马尔科夫率领的俄军俘虏了300名法军士兵。贝尔纳多特迅速命令皮埃尔·皮埃尔·杜邦·德莱唐率领一个师的兵力应对俄军的进攻。

## 战斗

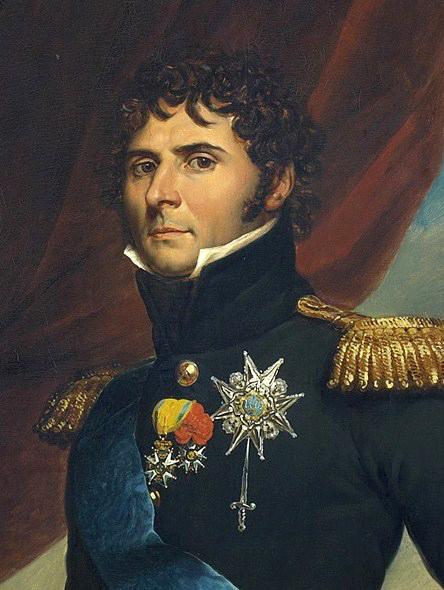
让-巴蒂斯特·贝尔纳多特

1月25日中午，马尔科夫带着右翼的先锋部队接近莫龙根。从利布施塔特被俘的法军俘虏口中，俄军知道贝尔纳多特正在莫龙根集中部队。事实上，法军的9个步兵营和11个骑兵中队控制了该镇。这支部队由所有三个第一军的师组成，包括里沃的第8轻步兵师以及杜洛埃师和杜邦师的部队。当马尔科夫出现时，贝尔纳多特立即向北推进，与他的敌人交战。他命令杜旁突击俄军的西翼。
马尔科夫的先遣部队包括第聂伯罗掷弹兵团、普斯科夫火枪手团、 5、第7和第25猎兵团、6个克洛佩夫尼茨基骠骑兵中队、4英尺火炮和一个马炮连。俄罗斯军队的人数大约在9,000人左右。在杜旁的部队到达之前，贝尔纳多特有大约9,000名士兵可用。

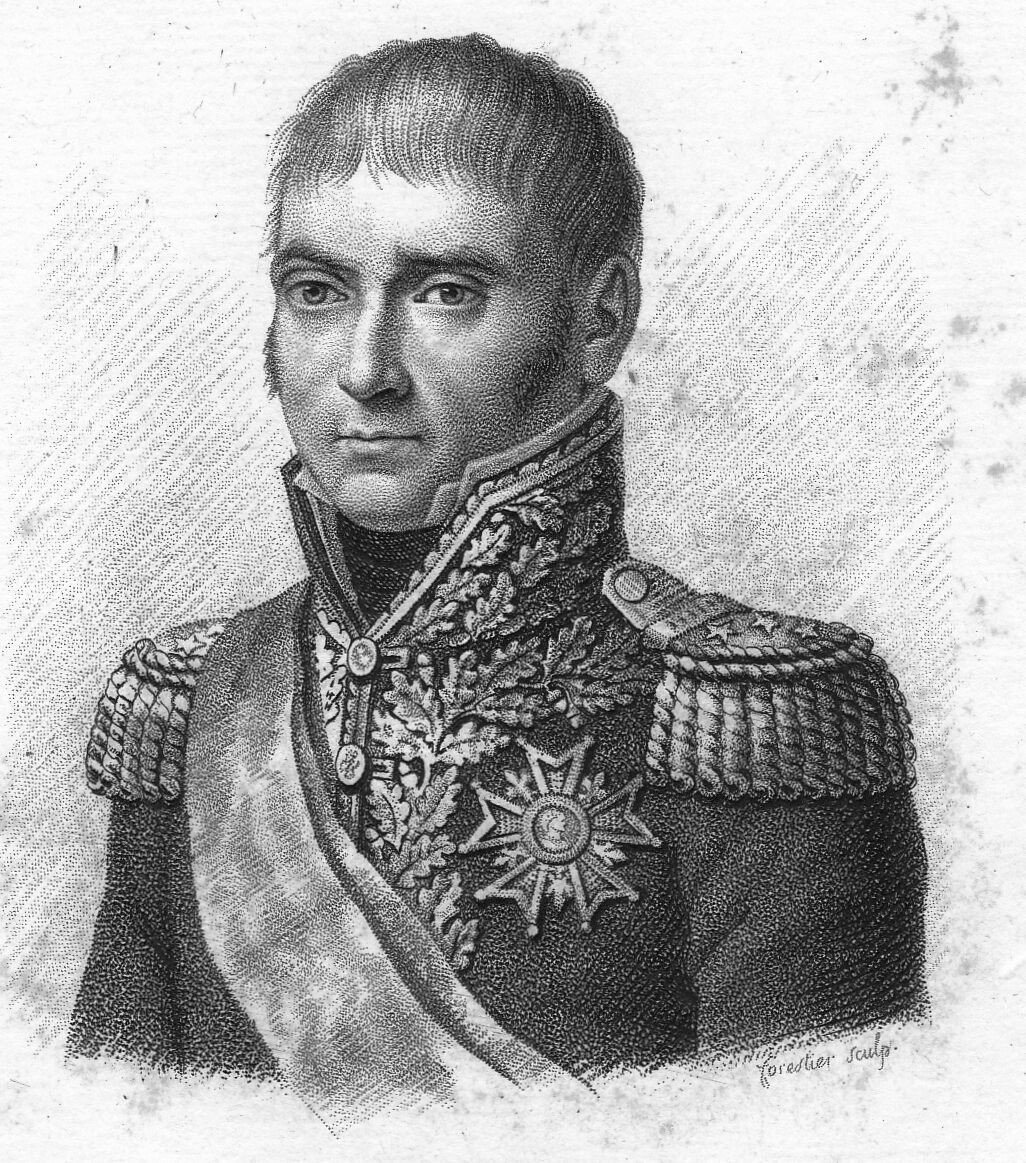
皮埃尔·皮埃尔·杜邦·德莱唐

贝尔纳多特抽调了杜庞的第1师，该师由第9轻步兵团、第32线列步兵团和第96线列步兵团组成。里沃第2师的第8轻步兵团与杜洛埃的第3师也在场。
马尔科夫将他的司令部部署在乔治塔尔以南的某个高地，俄军两个步兵团在前线，一个团在第二线。三个营的猎兵守卫着司令部，另外两个营守卫着西翼。

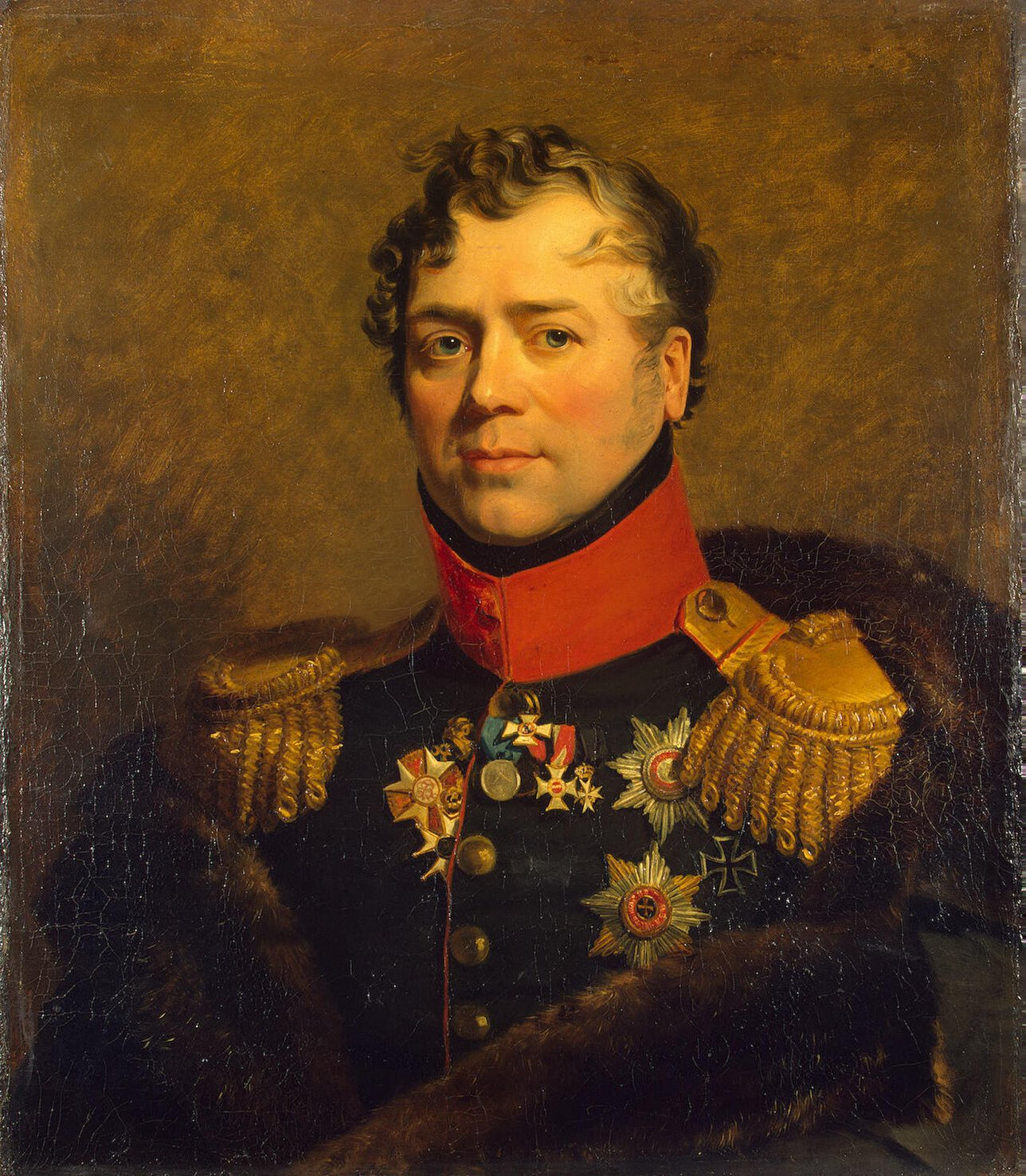
德米特里·戈利岑

贝尔纳多特的骑兵在下午1时左右袭击了俄军骠骑兵。骠骑兵击退了法军骑兵并展开追击，但被法军的火炮驱散。法军骑兵转而追击俄军，直到他们被俄军的炮火阻止。贝尔纳多特在山上部署了四个野战部队以提供火力支援，派出第9轻步兵团的一个营正面攻击普法勒斯费尔德兴（Pfarrersfeldchen），而第27轻步兵团的第1营则袭击了东部的森林地区。由于第9团被击退，因此贝尔纳多特投入了第27团的第2营和第8轻步兵团。第94线列步兵团和龙骑兵等待支援。这次袭击成功地清除了普法勒斯费尔德兴的俄军。
马尔科夫被迫部署六个营来掩护他的右翼，以对抗杜庞的推进。与此同时，天色渐暗，贝尔纳多特向俄军发起攻击。尽管进行了艰苦的战斗，杜庞的侧翼进攻开始逐渐取得进展，马尔科夫下令撤退。大约在这个时候，安雷普将军到达前线并宣布骑兵增援即将到来，但他在接下来的混战中被击中，受到了致命伤。当俄军撤退时，后卫对法军的进攻进行了激烈的抵抗。尽管如此，杜庞还是击垮了俄军的两个团，向乔治塔尔逼近。
突然，贝尔纳多特听到来自莫龙根的炮火声。他立即停止战斗，原路返回镇子。此时俄罗斯骑兵从东部到达了该镇。戈利岑率领的左翼骑兵抵达莫龙根以东的村子。夜幕降临时，俄罗斯骑兵进入莫龙根，俘虏了少数法国守军并抢劫了镇上的法军辎重车。
为了利用他们的成功，俄军向北移动，在那里他们遇到了贝尔纳多特的部队并迅速撤退。除了被法军包围并俘虏的骑兵部队外，俄军带走了360名法军俘虏、200名获释的俄罗斯和普鲁士俘虏以及一些战利品。据称，在被俄军抢走的贝尔纳多特的个人行李中发现了来自德国的银盘和从埃爾布隆格勒索的12,500杜卡特，贝尔纳多特否认了这一指控，该事件从未得到证实，并且与贝尔纳多特的正直声誉背道而驰。据说贝尔纳多特为此感到懊恼，他的辎重被抢将不允许他将战胜的奖励分给他的士兵。

## 结果

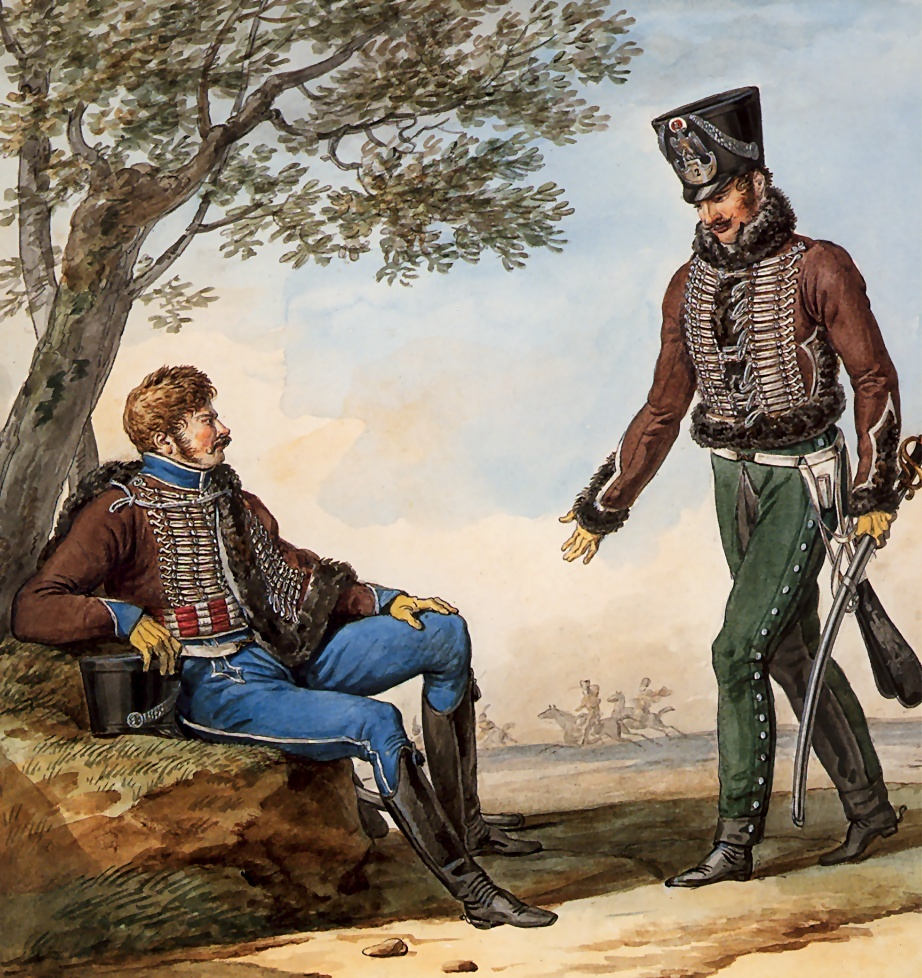
法军第1军团的第2轻骑兵师

根据历史学家迪格比·史密斯的说法，法军伤亡696人，400人被俘。俄军死伤1100人，另有300人被俘。俄罗斯将军安雷普在战斗中阵亡。
次日，贝尔纳多特向南撤退至米沃姆温，莫龙根被本尼希森的部队占领。马尔可夫跟随法军向米沃姆温进发，而俄军的左翼部队则占领了阿伦施泰因。28日，本尼希森停止行动，以便他疲惫的部队可以休息。贝尔纳多特继续向南撤退，直到他到达卢巴瓦，在那里他与第2胸甲骑兵师回合，这给了他17,000名步兵和5,000多名骑兵的兵力补充。

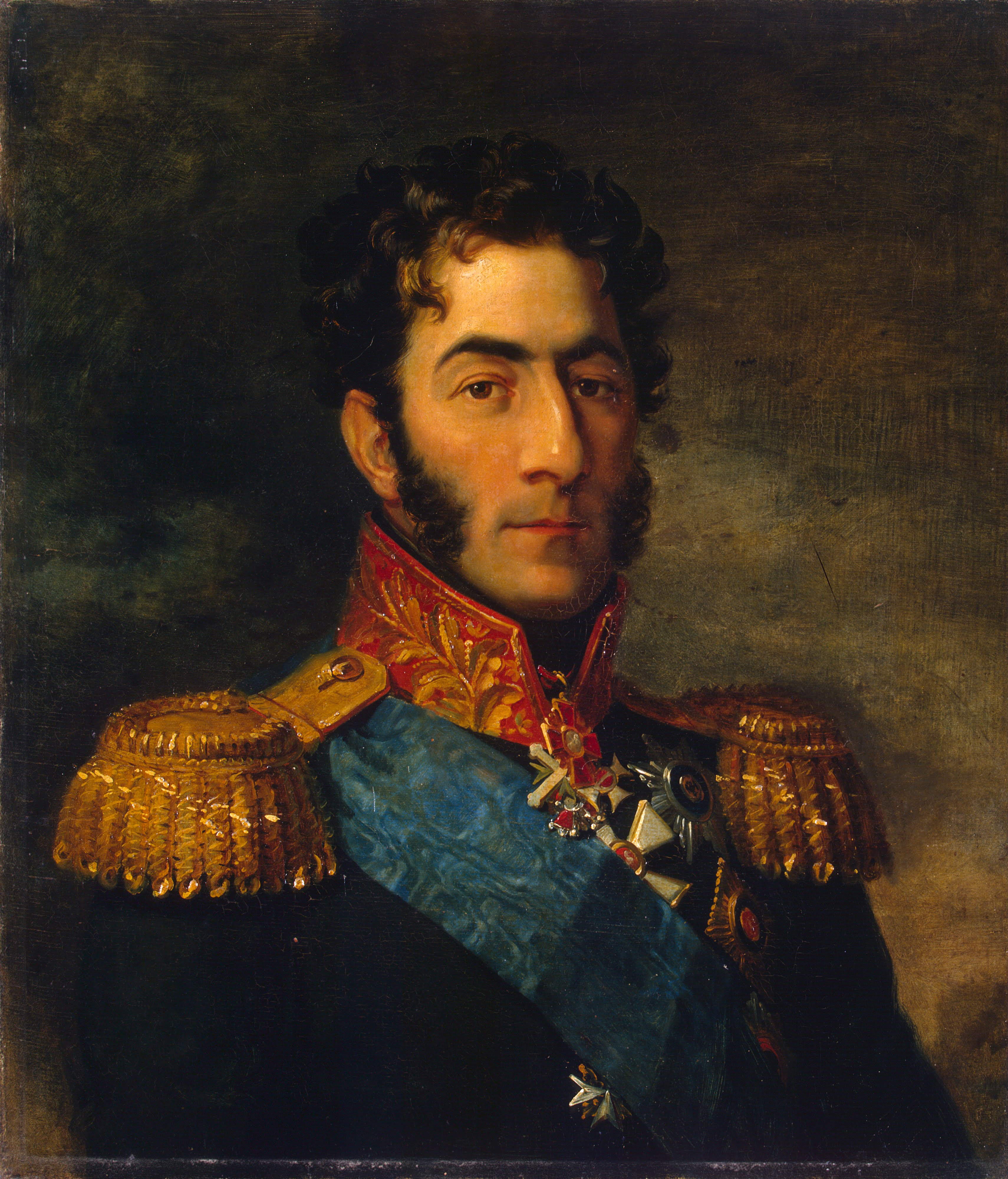
彼得·巴格拉季昂

由威廉·勒内·德洛姆·德·库尔比埃指挥的格劳登茨的4,500人普鲁士驻军被马里·弗朗索瓦·鲁耶和黑森的一支部队包围。随着勒斯科克的接近，鲁耶结束了围攻，使得普鲁士人能够在1月31日补充驻军的食物供应。这种及时的干预使驻军能够继续抵抗敌人的围攻，直到战争结束。由彼得·巴格拉季昂率领的俄罗斯先锋部队将普军和俄军的主力联系起来，两军以莫龙根为中心，面向南方。
本尼希森对他迄今为止的成功感到高兴，并期待拿破仑撤退到维斯瓦河的西岸。2月1日，法军非但没有退却，反而发动了反击。拿破仑看到本尼希森已经向西推进了这么远，以至于有机会在左翼和后方打击俄罗斯军队。他命令贝尔纳多特继续撤退，以引诱本尼希森向西移动进入陷阱。拿破仑命令达武军团、苏尔特军团、奥热罗军团、缪拉军团和帝国卫队向北前往阿伦施泰因，而内伊则负责掩护主力与贝尔纳多特之间的空隙。
2月1日，俄军迎来了大好运。给贝尔纳多特传递命令的是一名刚从军事学院毕业的军官。这个对这个地区一无所知的军官，骑着自己的马遇到了俄军的哥萨克骑兵，并在被俘前无法摧毁法军的机密情报。很快，巴格拉季昂就拿到了这份重要文件，他将这份文件转给了他的指挥官们。本尼希森一得到消息，就命令军队迅速撤退到琼科沃。碰巧的是，另外七名法军信使也落入了哥萨克人的手中，因此贝尔纳多特一直对法军接下来的战斗计划一无所知，以至于错过了2月7日至8日发生的埃劳战役。

## 脚注
1. 1 2 3 4 5 6  Bodart 1908，第379頁.
2. 1 2 3  Petre 1976，第119-120頁.
3. ↑  Smith 1998，第235-236頁.
4. 1 2  Petre 1976，第117頁.
5. 1 2  Petre 1976，第38-39頁.
6. ↑  Petre 1976，第37頁.
7. ↑  Chandler 1966，第519頁.
8. ↑  Petre 1976，第89頁.
9. ↑  Petre 1976，第70-71頁.
10. ↑  Petre 1976，第116頁.
11. ↑  Petre 1976，第46頁.
12. ↑  Petre 1976，第118頁.
13. ↑  Mountford 2015.
14. ↑  Chandler 1966，第529頁.
15. ↑  Petre 1976，第129頁.
16. ↑  Petre 1976，第130頁.
17. ↑  Petre 1976，第130-131頁.
18. ↑  Petre 1976，第132-133頁.
19. ↑  Petre 1976，第138頁.
20. ↑  Petre 1976，第139-140頁.
21. ↑  Petre 1976，第140-141頁.
22. 1 2  Smith 1998，第240頁.
23. ↑  Petre 1976，第143頁.
24. 1 2  Petre 1976，第141頁.
25. 1 2  Petre 1976，第142頁.
26. ↑  Petre 1976，第142-143頁.
27. 1 2  Chandler 1987，第XLV頁.
28. ↑  Barton 1921，第179頁.
29. ↑  Petre 1976，第171頁.
30. ↑  Smith 1998，第239-241頁.
31. ↑  Petre 1976，第144頁.
32. 1 2  Smith 1998，第255頁.
33. 1 2 3  Petre 1976，第145頁.
34. ↑  Chandler 1966，第530-531頁.
35. ↑  Chandler 1966，第531頁.